# What's New? (album de Sonny Rollins)
Pour les articles homonymes, voir What's New (homonymie).
Albums de Sonny Rollins
The Quartets Featuring Jim Hall
(1962) Our Man in Jazz
(1963)
What's New? est un album du saxophoniste ténor Sonny Rollins sorti en 1962 sous le label RCA Victor. Rollins s'accompagne des mêmes musiciens que pour son album précédent The Bridge, avec le guitariste Jim Hall, le contrebassiste Bob Cranshaw et Ben Riley à la batterie. Un groupe de percussions et de chant rejoint également le quartet sur deux morceaux ; l'album est fortement influencé par les nouvelles sonorités de la bossa nova qui fait son apparition à cette période.

## Titres
L'influence des musiques venues d'Amérique latine font leur apparition auprès des jazzmen au début des années 1960. Jim Hall, qui participe à cet album effectue une tournée en 1961 avec Ella Fitzgerald en Amérique du sud et découvre les musiques brésiliennes et notamment les rythmes de la bossa nova. Quelques artistes explorent à cette période ces nouveaux rythmes ; c'est le cas de Stan Getz sur l'album Jazz Samba enregistré deux mois plus tôt en février 1962. Rollins souhaite aussi expérimenter cette nouvelle tendance et l'intégrer à son album qui contient trois compositions personnelles.
If Ever I Would Leave You et The Night Has a Thousand Eyes sont deux reprises, l'un extrait d'un spectacle de Broadway l'autre issue une ancienne musique de film, interprétées de façon plus classique par rapport aux autres morceaux et sont aussi les plus appréciées pour leur swing et leur mélodie.
Don't Stop the Carnival est une composition de Rollins qui n'est présent à l'origine que sur la version européenne de l'album. Le titre est devenu un classique de Rollins au même titre que St. Thomas ou Blue Seven et sera aussi repris sur un album éponyme sorti en 1978. Rollins joue en leader sur la première partie de ce morceau puis fait apparaître un dialogue subtile entre Rollins et Hall. Brownskin Girl s'apparente davantage à un calypso et tout comme Don't Stop the Carnival fait intervenir un groupe vocal.
Jungoso est aussi un titre composé par Rollins où seule la basse de Cranshaw et la conga de Camero accompagnent le saxophone. L'approche sombre et âpre de ce morceau est résolument différente des autres et surprend les habitués et admirateurs du saxophoniste. Dans la même veine Bluesongo est comme le titre l'indique un blues accompagné par la basse et les bongos avec en plus la guitare de Jim Hall et Riley à la batterie.
| N°     | Titre                         | Compositeur                      | Durée |
| ------ | ----------------------------- | -------------------------------- | ----- |
| Face 1 |                               |                                  |       |
| 1.     | If Ever I Would Leave You     | Alan Jay Lerner, Frederick Loewe | 11:58 |
| 2.     | Don't Stop The Carnival       | Sonny Rollins                    | 6:12  |
| 3.     | Jungoso                       | Sonny Rollins                    | 10:51 |
| Face 2 |                               |                                  |       |
| 4.     | Bluesongo                     | Sonny Rollins                    | 4:41  |
| 5.     | The Night Has a Thousand Eyes | Buddy Bernier, Jerry Brainin     | 9:08  |
| 6.     | Brown Skin Girl               | Norman Span                      | 6:48  |

## Enregistrement
Les morceaux sont enregistrés en plusieurs sessions au studio B de RCA Victor à New York. Le 5 avril 1962 pour le titre 5, le 25 avril pour le titre 1 puis le lendemain pour le titre 2 et 6 et enfin les titres 3 et 4 sont enregistrés le 14 mai.
| Musicien                                                            | Instrument      | Titre      |  | Équipe technique          |                      |
| ------------------------------------------------------------------- | --------------- | ---------- |  | ------------------------- | -------------------- |
| Sonny Rollins                                                       | saxophone ténor | 1 - 5      |  | George Avakian Bob Prince | Producteur           |
| Jim Hall                                                            | guitare         | 1, 2, 4, 5 |  | Ray Hall                  | Ingénieur du son     |
| Bob Cranshaw                                                        | guitare basse   | 1 - 5      |  | George Avakian            | Liner notes          |
| Ben Riley                                                           | batterie        | 1, 2, 4, 5 |  | Mike Ludlew               | Couverture d'origine |
| Dennis Charles                                                      | conga           | 2, 6       |  |                           |                      |
| Frank Charles                                                       | bongo           | 2, 6       |  |                           |                      |
| Willie Rodriguez                                                    |                 | 2, 6       |  |                           |                      |
| Candido Camero                                                      | conga, bongo    | 3, 4       |  |                           |                      |
| H. Roberts, M. Stewart C. Spencers, M. Burton, N. Wright, W. Glover | chant           | 2, 6       |  |                           |                      |